# ZDNet
ZDNet (ранее ZiffNet) — электронный журнал, который издаётся компанией CBS Interactive. Сайт был основан в 1991 году.

## История
Первоначально ZDNet пользовался хостингом от компаний CompuServe и «Prodigy». Через некоторое время ZiffNet укрепила свои онлайновые сервисы на рынке и была переименована в «ZDnet».
В октябре 2000 года CNET Networks, Inc. приобрела ZDNet за приблизительно US$ 1,6 млрд. Дэн Розенцвейг (англ. Dan Rosensweig) был назначен президентом CNET. Позже он покинул CNET и в настоящее время работает на должности COO в Yahoo!. Сегодня ZDNet остаётся ключевым брендом для CNET Networks.
В 2001 году компания Ziff Davis достигла соглашения с CNET Networks Inc. и ZDNet получил обратно свой старый URL, потерянный в 2000 году.
Согласно исследованию Compete.com, которое проводилось в 2008 году, домен zdnet.com посещают по меньшей мере 17 миллионов посетителей ежегодно.
В 2020 году ZDNet и другие проекты CNET были куплены компанием Red Ventures.